# Patrick Desruelles
Patrick Desruelles, född 24 april 1957, är en friidrottare från Belgien. Han deltog vid olympiska sommarspelen 1980.